# 阿克苏姆方尖碑

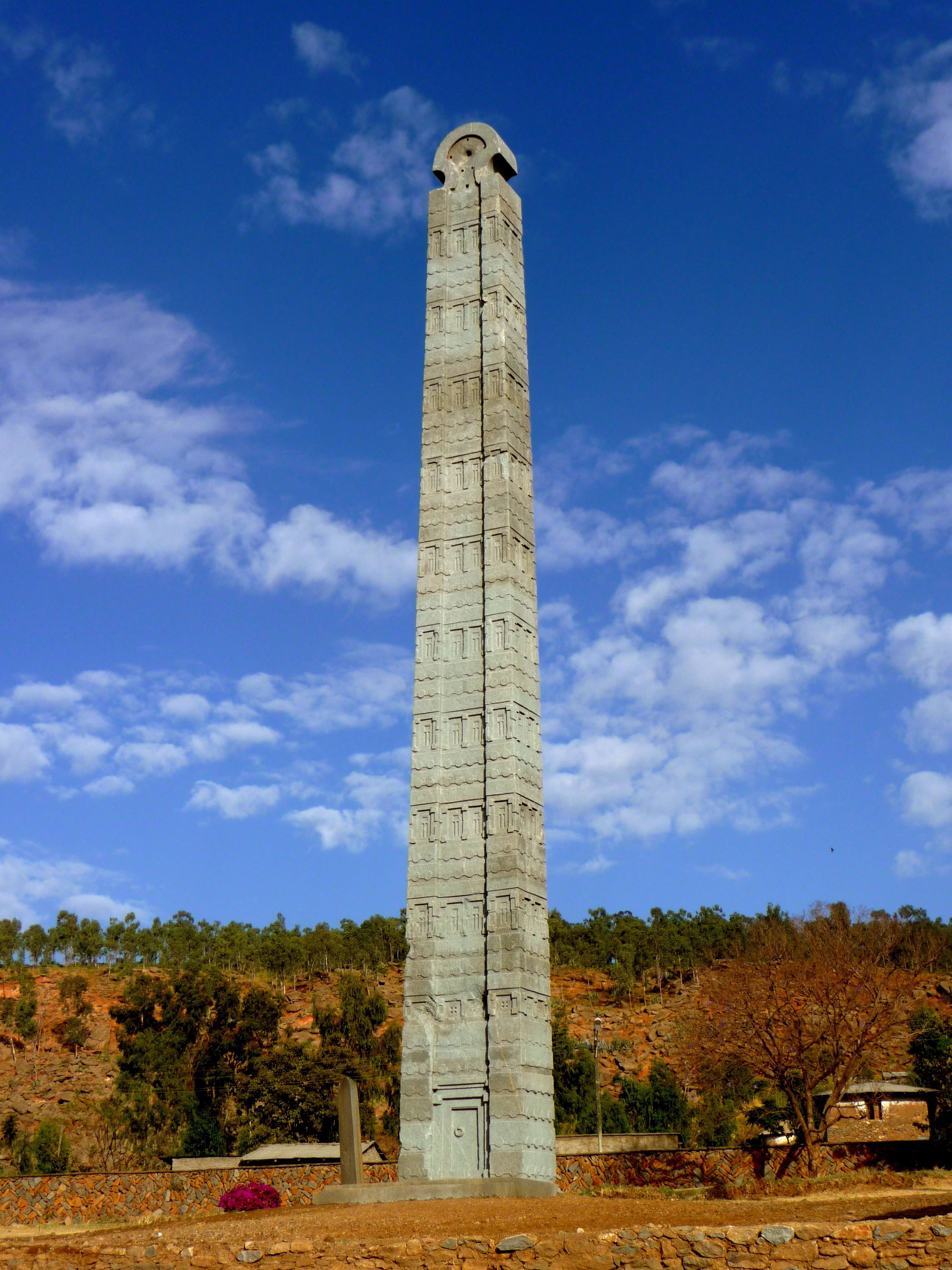
阿克苏姆方尖碑在埃塞俄比亚提格里州，2009年

阿克苏姆方尖碑（今天在阿克苏姆，又称为罗马石碑）是一根有1,700年历史，高24米的花岗岩方尖碑，重160吨。它的基座有两个假门，各面都有类似窗口的装饰。其顶部为半圆形。

## 历史

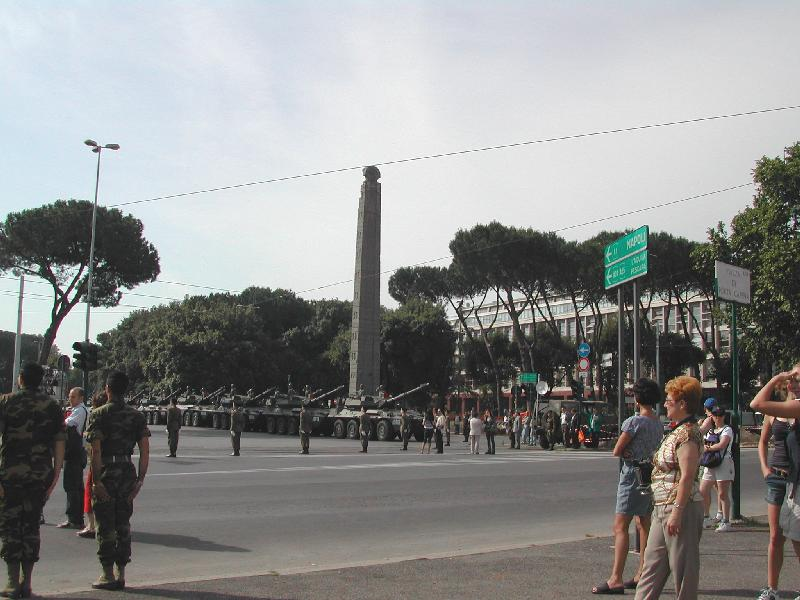
阿克苏姆方尖碑在罗马，2002年

阿克苏姆方尖碑，正确地应称为“石碑”，因为其顶部并非金字塔形，可能是在第四世纪，雕刻和竖立在阿克苏姆帝国的阿克苏姆城（现代的埃塞俄比亚）（与其他许多石柱）。在阿克苏姆竖立石碑是一个非常古老的做法，至今仍可见到。它们的功能应该是地下墓葬的标志。最大的墓碑标志皇家墓室，并饰有多层假窗，假门，贵族的会较小，较少装饰。只有少数大的石碑，但是有几百个小的石碑。
阿克苏姆国王埃扎納（321-360）推行基督教以后，废除了竖立墓地石碑的异教徒做法。随着时间的推移，由于结构崩溃（如33米高的大石碑）、地震，以及从1529年至1543年伊斯兰酋长Ahmad Gragn的破坏（这位酋长摧毁阿克苏姆，烧毁教堂，可能还下令破坏石碑），这些石柱有许多仆倒在地。在19世纪，三个主要的“皇家”石碑，只有 Ezana石碑依然竖立。今天所谓的阿克苏姆方尖碑，倒塌并断成三段。在意大利征服埃塞俄比亚之后，1935年末意大利士兵发现了这块石碑。1937年，法西斯政权将其作为战利品运回意大利，以纪念征服埃塞俄比亚和短命的“新罗马帝国”的诞生（只有5年时间：1936年5月5日Badoglio元帅进入亚的斯亚贝巴，1941年5月5日海爾·塞拉西一世皇帝重返亚的斯亚贝巴）。石碑沿着阿克苏姆和马萨瓦之间的曲折路线，费时两个月，用卡车运到马萨瓦港，然后用Adua号船运到那不勒斯，接着运往罗马，1937年10月28日安放在卡佩纳门广场，以纪念向罗马进军15周年，意大利非洲部（后来的联合国粮食及农业组织总部）和馬克西穆斯競技場前。和阿克苏姆方尖碑一起来到意大利的还有埃塞俄比亚君主的象征犹大之狮铜像，安放在特米尼车站前。 

## 返回埃塞俄比亚
在1947年联合国协议中，意大利同意将此碑和其他战利品归还埃塞俄比亚，海爾·塞拉西皇帝在1961年访问意大利后，犹大之狮在1967年归还，但是有50年之久没有采取什么行动收回石碑。有消息显示，海尔塞拉西皇帝在认识到运输等技术困难和巨大的成本之后，决定将石碑赠与罗马城，作为意大利与埃塞俄比亚“新友谊”的礼物。但是，这种说法很有争议，没有得到继任当局承认。
在1972-1973年，门格斯图·海尔·马里亚姆要求意大利政府归还石碑给埃塞俄比亚。另一个有争议的安排，根据一些消息来源，似乎是意大利可以保留此碑，交换条件是在亚的斯亚贝巴兴建圣保禄医院（Saint Paul's Hospital），以及取消埃塞俄比亚的债务。门格斯图政权垮台后，1997年4月，埃塞俄比亚新政府重新要求归还石碑，得到当时的意大利共和国总统奥斯卡·路易吉·斯卡尔法罗肯定的回答。 

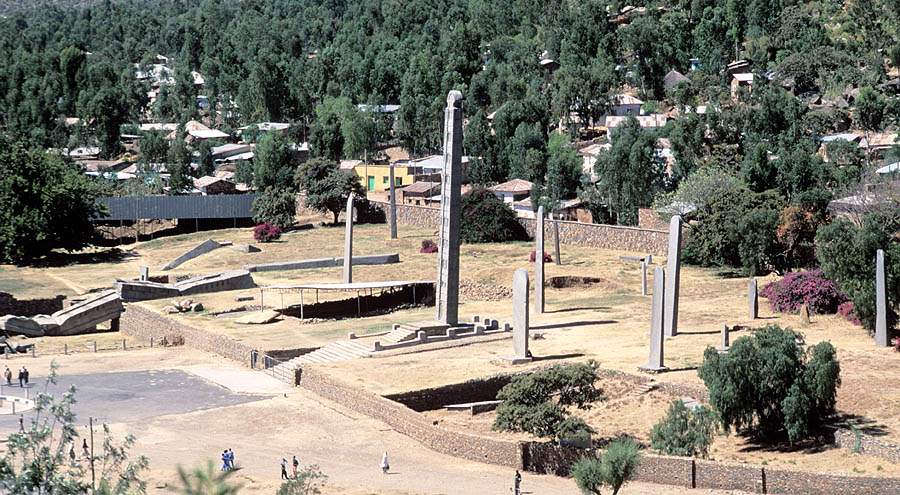
阿克苏姆北石碑公园

2003年11月，进行了拆除石碑的第一个步骤，以便在2004年3月将其运回埃塞俄比亚。但是，归回石碑遇到一系列障碍：阿克苏姆机场的跑道对于运输切成三分之一长度石碑的货运飞机太短，亚的斯亚贝巴和阿克苏姆之间的道路和桥梁被认为不符合道路运输任务，由于厄立特里亚与埃塞俄比亚之间紧张的关系，通过附近厄立特里亚的马萨瓦港– 原本石碑离开非洲的地方 – 已经不可能。
2004年石碑从意大利返回埃塞俄比亚被延迟的另一个原因是因为意大利声称无钱支付运输费用。获取美国帮助的尝试未能成功，因为美国人声称，他们的飞机陷于伊拉克战争。领导返回石碑运动的潘克赫斯特教授多次努力仍然不成功，直到一位埃塞俄比亚裔美国人威胁意大利政府在网络上筹集资金。   
为了石碑归回，阿克苏姆机场的跑道进行了升级。被拆除的石碑暂存在罗马达芬奇国际机场的仓库，直到2005年4月19日，中间的那一块归回埃塞俄比亚，许多当地人进行了庆祝。第二块在2005年4月22日归回，最后一块在2005年4月25日归回，并于2008年6月开始重新组装。工程由联合国教科文组织选择的团队进行，最终在2008年9月4日揭幕。